# Mária Babiaková-Bajová
Mária Babiaková-Bajová (ur. 25 października 1914 w Nowej Wsi Spiskiej, zm. 1993) – słowacka tłumaczka literatury polskiej i nauczycielka.
Absolwentka Wydziału Filozoficznego Uniwersytetu w Bratysławie. Tłumaczyła głównie prozę od pozytywizmu do literatury współczesnej, w tym literaturę dla dzieci i młodzieży (łącznie ponad 30 przekładów). W 1970 otrzymała odznakę honorową „Zasłużony dla Kultury Polskiej”.

## Przekłady[1]
- Kobiety Zofii Nałkowskiej (1935)
- Granica Zofii Nałkowskiej (1946)
- Orka na ugorze Jana Wiktora (1947)
- Wędrówka Joanny Ewy Szelburg-Zarembiny (1947)
- Ludzie z wosku Ewy Szelburg-Zarembiny (1947)
- Żółty krzyż Andrzeja Struga (1948)
- Dom nad łąkami Zofii Nałkowskiej (1948)
- Noce i dnie Marii Dąbrowskiej (1949)
- Medaliony Zofii Nałkowskiej (1949)
- Chłopiec z Salskich Stepów Igora Newerlego (1951)
- Meir Ezofowicz Elizy Orzeszkowej (1952)
- Dom bez ścian Wojciecha Żukrowskiego (1956)
- Syzyfowe prace Stefana Żeromskiego (1963)
- Ludzie stamtąd  Marii Dąbrowskiej (1971)
- wybór prozy Marii Dąbrowskiej (1978)